# Yakup Kılıç
Yakup Kılıç, född 13 juli 1986 i Elâzığ, Turkiet, är en turkisk boxare som tog OS-brons i fjäderviktsboxning 2008 i Peking. I semifinalen förlorade han mot Vasyl Lomatjenko och fick då brons.

## Meriter

### Olympiska meriter

#### Olympiska sommarspelen 2008
- Huvudartikel: Boxning vid olympiska sommarspelen 2008

| Tävlande    | Viktklass  | Sextondelsfinal      | Åttondelsfinal       | Kvartsfinal          | Semifinal                | Final                |
| Tävlande    | Viktklass  | Motståndare Resultat | Motståndare Resultat | Motståndare Resultat | Motståndare Resultat     | Motståndare Resultat |
| ----------- | ---------- | -------------------- | -------------------- | -------------------- | ------------------------ | -------------------- |
| Yakup Kılıç | Fjädervikt | Bye                  | Shimizu (JPN) W 12-9 | Chadi (ALG) W 13-6   | Lomanchenko (UKR) L 1-10 | Gick inte vidare     |